# Estadens
Estadens ist eine französische Gemeinde mit 526 Einwohnern (Stand 1. Januar 2022) im Département Haute-Garonne in der Region Okzitanien (zuvor Midi-Pyrénées). Die Einwohner werden als Estadinois bezeichnet.

## Geographie
Umgeben wird Estadens von den vier Nachbargemeinden: 
| Couret  | Ganties                                     | Rouède               |
| Soueich | Kompassrose, die auf Nachbargemeinden zeigt | Montastruc-de-Salies |
|         | Aspet                                       | Chein-Dessus         |

## Geschichte
Eine Besiedlung des Gemeindegebietes ist bereits für die gallo-römische Zeit nachgewiesen.
Im Mittelalter gehörte Estadens zur Baronnie Aspet. Im Jahr 1403 erließ der Grundherr eine Charte des coutumes, die den Bewohnern einige Rechte verlieh. 

## Bevölkerungsentwicklung
| Jahr                      | 1962 | 1968 | 1975 | 1982 | 1990 | 1999 | 2004 | 2009 | 2016 | 2019 |
| ------------------------- | ---- | ---- | ---- | ---- | ---- | ---- | ---- | ---- | ---- | ---- |
| Einwohner                 | 478  | 426  | 390  | 303  | 425  | 425  | 468  | 529  | 523  | 538  |
| Quelle: Cassini und INSEE |      |      |      |      |      |      |      |      |      |      |

## Sehenswürdigkeiten

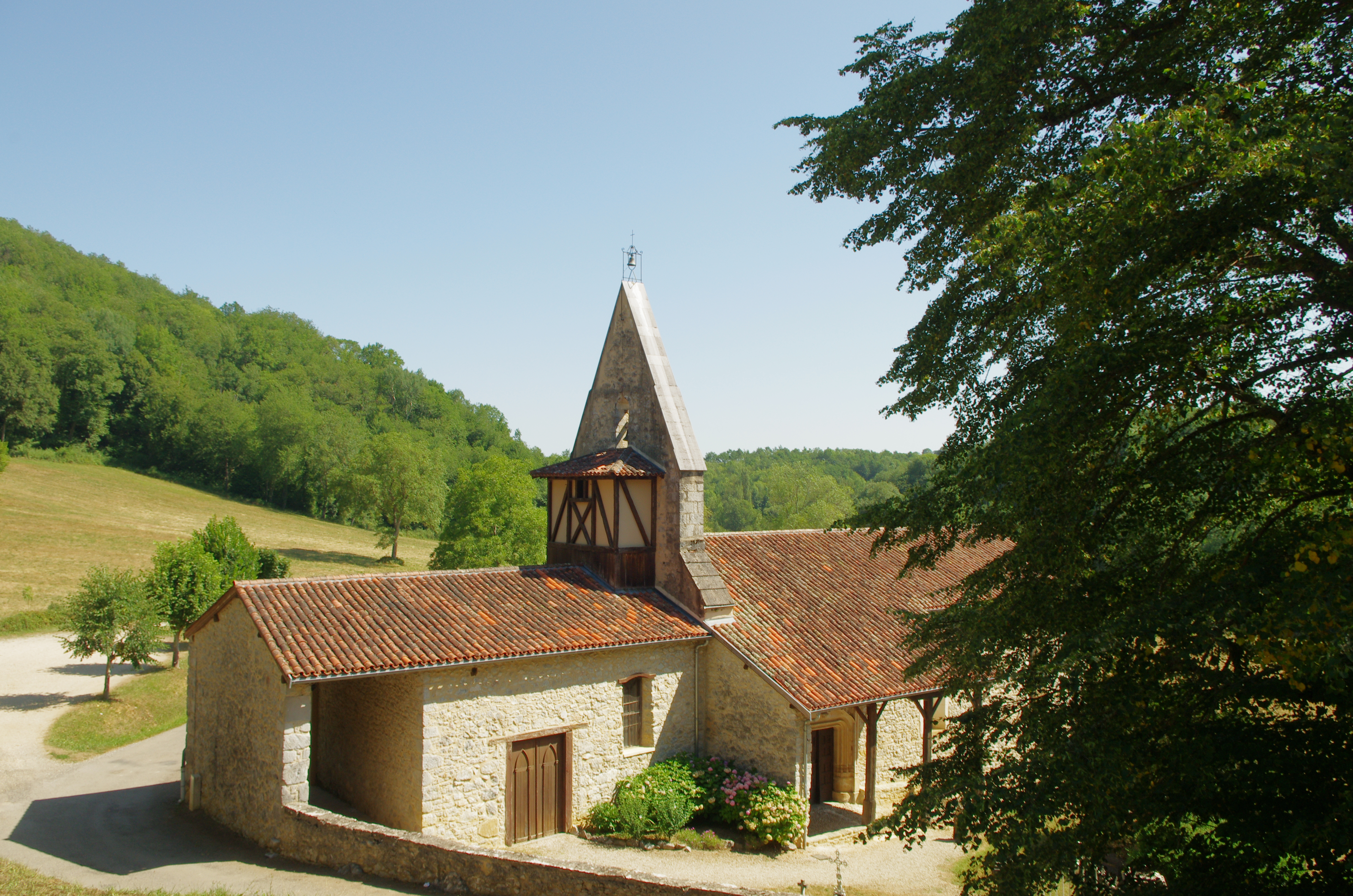
Kirche St-Paul

- Donjon des ehemaligen Schlosses, erbaut im 14. Jahrhundert
- Kirche St-Nicolas, erbaut im 14. Jahrhundert
- Kirche St-Paul (Monument historique), erbaut im 16. Jahrhundert